# چارلز فین (ورزشکار)
چارلز فین (انگلیسی: Charles Finn; ۲۸ ژوئیهٔ ۱۸۹۹ – ۱۳ ژانویهٔ ۱۹۷۴) بازیکن واترپلو اهل ایالات متحده آمریکا بود.